# Daniel Saubès
Daniel Saubès, né le 6 mars 1855 à Guiche et mort le 14 juillet 1922 à Paris, est un peintre français.

## Biographie
Jean Paulin Léon Daniel Saubès est le fils de Joseph Saubès, capitaine et d'Élisabeth Duguet.
Élève de Léon Bonnat, il expose au Salon à partir de 1880.
En 1888, il épouse Louise Antoinette Decornoy.
Il obtient une mention honorable en 1890, une médaille de troisième classe en 1893, une médaille de deuxième classe en 1895 ainsi qu'une médaille d'argent lors de l'Exposition universelle de 1900.
Il est secrétaire rapporteur du comité du Salon des Artistes français et vice-président de la Fédération des Sociétés d'art.
Il meurt à son domicile de la rue Cauchois à l'âge de 67 ans.

## Élèves
- Raoul Baligand
- Marguerite-Valentine Burdy
- Anne-Marie Esprit (1866-1926)
- Valentine Guillet (1876-?)
- Marthe Jouanne-Hugonet

## Distinction
- Chevalier de la Légion d'honneur (1900)